# 사뭇 사콘 시티 FC
사뭇 사콘 시티 FC(태국어 : สโมสรฟุตบอлสมุทรสาคร ซิตี้)는 태국 사뭇사콘주에 연고를 둔 태국의 프로 축구 클럽으로, 태국의 3부리그인 타이 리그 3에 소속되어 있다.

## 선수 명단

### 역대
- 이원영(2019)